# ジョエル・バガン
ジョエル・マシュー・バガン（Joel Matthew Bagan、2001年9月3日 - ）は、イギリス・ベイジングストーク出身のサッカー選手。EFLチャンピオンシップ・カーディフ・シティFC所属。アイルランド代表。ポジションはLB。

## クラブキャリア
サウサンプトンでキャリアをスタートさせたバガンは、2018-19シーズンにカーディフ・シティに加入。プロデビューとなった2020年2月4日（日本時間では2月5日）に行われたFAカップ4回戦では、レディングFCにPK戦の末敗れ、苦いデビュー戦となった。
同年2月14日、ノッツ・カウンティに1か月のレンタル移籍をした。
同年10月21日、AFCボーンマスと1-1で引き分けた試合でカーディフでのリーグ戦デビューを果たした。
2023年8月11日、ズルテ・ワレヘムに１シーズンのレンタル移籍をした。

## 代表キャリア
バガンは、スコットランドとアイルランドの血を引いており、 スコットランドのユース代表の経験もある。また現行代表はアイルランド代表である。